# Шейх, Тарик
Азиз Тарик Шейх (англ. Aziz Tariq Sheikh, 11 декабря 1968, Сиалкот, Пакистан) — пакистанский хоккеист (хоккей на траве), нападающий. Серебряный призёр чемпионата мира 1990 года, участник летних Олимпийских игр 1988 года.

## Биография
Тарик Шейх родился 11 декабря 1968 года в пакистанском городе Сиалкот.
Играл в хоккей на траве за НБП из Карачи.
В 1988 году в составе сборной Пакистана выиграл серебряную медаль Трофея чемпионов в Лахоре.
В 1988 году вошёл в состав сборной Пакистана по хоккею на траве на летних Олимпийских играх в Сеуле, занявшей 5-е место. Играл на позиции нападающего, провёл 6 матчей, забил 5 мячей (четыре в ворота сборной Кении, один — Испании).
В 1989 году выиграл бронзовую медаль на юниорском чемпионате мира в Ипохе.
В 1990 году завоевал серебряную медаль на чемпионате мира в Лахоре.
В 1986—1993 годах провёл за сборную Пакистана 44 матча, забил 23 мяча.
По окончании игровой карьеры стал тренером. В 2010 году работал ассистентом главного тренера юношеской сборной Пакистана.

## Семья
Старший брат Тарика Шейха Шахназ Шейх (род. 1949) также играл в сборной Пакистана по хоккею на траве, в 1972 году завоевал серебряную медаль на летних Олимпийских играх в Мюнхене, в 1976 году — бронзовую медаль на летних Олимпийских играх в Монреале.